# Sphaeriodiscus
Sphaeriodiscus is een geslacht van zeesterren uit de familie Goniasteridae.				

## Soorten
- Sphaeriodiscus ammophilus (Fisher, 1906)
- Sphaeriodiscus bourgeti (Perrier, 1885)
- Sphaeriodiscus inaequalis (Gray, 1847)
- Sphaeriodiscus irritatus H.E.S. Clark, 2001
- Sphaeriodiscus maui McKnight, 1973
- Sphaeriodiscus mirabilis A.M. Clark, 1976
- Sphaeriodiscus scotocryptus Fisher, 1913